# Senajtenra Ahmose
Senajtenra Ahmose fue el mandatario de la dinastía XVII que gobernó en la ciudad de Tebas hacia al 1588-1584 a. C. durante la época llamada segundo periodo intermedio de Egipto. 

## Historia
En su época las Dos Tierras (Egipto) se hallaban divididas en múltiples principados, la mayoría de ellos controlados por la dinastía XV, de origen hicso o por el reino nubio de Kerma, al sur. Muy pocos podían vanagloriarse de tener cierta autonomía respecto de los invasores, y uno de ellos era el de Tebas.
Sabemos muy poco de Senajtenra, ni siquiera conocemos cuántos años estuvo gobernando Tebas, ni sus vínculos familiares y mucho menos de sus actos durante su reinado. Quizás fuese hijo de Intef VII y hermano de Sobekemsaf II, pero no está nada claro.
Es de suponer que estuviera seriamente limitado por los hicsos del norte, aunque también es muy probable que ya en su reinado comenzase a hablarse de rebelión, y un sentimiento nacional comenzó a surgir en la provinciana ciudad de Tebas, proponiéndose expulsar a los extranjeros y reunificar las Dos Tierras.
Más conocido que Senajtenra fue su esposa, de origen humilde, la matriarca del clan, Tetisheri. Ella plantaría la semilla de la rebelión y del culto a Amón en sus dos hijos, Seqenenra Taa y Ahhotep cuando su marido desapareció.
Se ignora actualmente el paradero de la tumba y de la momia de este príncipe tebano, la raíz de la monumental y prodigiosa dinastía XVIII.

## Titulatura
| Titulatura | Jeroglífico | Transliteración (transcripción) - traducción - (referencias) |

| N5 | O34 · n · M3 | Aa1 · t | D40 · n |

| N5 | O34 · n · M3 | Aa1 · t | D40 · n |

| N5 | O34 · n · M3 | Aa1 · t | D40 · n |

| N5 | O34 · n · M3 | Aa1 · t | D40 · n |

| N5 | O34 · n · M3 | Aa1 · t | D40 · n |

| N5 | O34 · n · M3 | Aa1 · t | D40 · n |

| N5 | O34 · n · M3 | Aa1 · t | D40 · n |

| N5 | O34 · n · M3 | Aa1 · t | D40 · n |

| N5 | O34 · n · M3 | Aa1 · t | D40 · n |

| N5 | O34 · n · M3 | Aa1 · t | D40 · n |

| N5 | O34 · n · M3 | Aa1 · t | D40 · n |

| N5 | O34 · n · M3 | Aa1 · t | D40 · n |

| N5 | O34 · n · M3 | Aa1 · t | D40 · n |

| N5 | O34 · n · M3 | Aa1 · t | D40 · n |

| N5 | O34 · n · M3 | Aa1 · t | D40 · n |

| N5 | O34 · n · M3 | Aa1 · t | D40 · n |

| N5 | O34 · M3 | Aa1 · t | D40 · n |

| N5 | O34 · M3 | Aa1 · t | D40 · n |

| N5 | O34 · M3 | Aa1 · t | D40 · n |

| N5 | O34 · M3 | Aa1 · t | D40 · n |

| N5 | O34 · M3 | Aa1 · t | D40 · n |

| N5 | O34 · M3 | Aa1 · t | D40 · n |

| N5 | O34 · M3 | Aa1 · t | D40 · n |

| N5 | O34 · M3 | Aa1 · t | D40 · n |

| N5 | O34 · M3 | Aa1 · t | D40 · n |

| N5 | O34 · M3 | Aa1 · t | D40 · n |

| N5 | O34 · M3 | Aa1 · t | D40 · n |

| N5 | O34 · M3 | Aa1 · t | D40 · n |

| N5 | O34 · M3 | Aa1 · t | D40 · n |

| N5 | O34 · M3 | Aa1 · t | D40 · n |

| N5 | O34 · M3 | Aa1 · t | D40 · n |

| N5 | O34 · M3 | Aa1 · t | D40 · n |

| N12 | F31 | s |

| N12 | F31 | s |

| N12 | F31 | s |

| N12 | F31 | s |

| N12 | F31 | s |

| N12 | F31 | s |

| N12 | F31 | s |

| N12 | F31 | s |

| N12 | F31 | s |

| N12 | F31 | s |

| N12 | F31 | s |

| N12 | F31 | s |

| N12 | F31 | s |

| N12 | F31 | s |

| N12 | F31 | s |

| N12 | F31 | s |